# Bruk-Bet Termalica Nieciecza Klub Sportowy
Il Bruk-Bet Termalica Nieciecza Klub Sportowy, noto dal 2010 al 2016 come Termalica Bruk-Bet Nieciecza Klub Sportowy sempre per ragioni di sponsor e più semplicemente come Nieciecza, è una società calcistica polacca, con sede a Nieciecza. I colori ufficiali del team sono arancione e blu e la mascotte è un elefante arancione.
Con una popolazione di soli 750 abitanti, il Termalica Bruk-Bet Nieciecza è la squadra calcistica con sede nel più piccolo villaggio nella storia a qualificarsi per il campionato della massima serie nazionale di calcio a livello europeo, battendo il precedente record detenuto dal FK Chmel Blšany, squadra della Repubblica Ceca.

## Storia
Fondato nel 1922 su iniziativa di alcuni soldati tornati dal fronte della prima guerra mondiale, tra cui Stanisław Nowak, Władysław Kaczówka e Kazimierz Wrzos, il club non disputò gare ufficiali fino a dopo la seconda guerra mondiale. Nel 1946 prese il nome di LZS Nieciecza. Nel 1950 ottiene la prima promozione, raggiungendo la III liga. Il LZS Nieciecza ritorna a giocare nelle categorie più basse nel 1970 e, infine, scompare.
Rifondato nel 1983, il LZS Nieciecza cominciato a gareggiare nei campionati regionali, ritornando nella III liga dopo venti anni.
Nel 2005, il club è stato acquistato dall'imprenditore Krzysztof Witkowski, proprietario della Bruk-Bet, grande azienda specializzata nel calcestruzzo, che nomina la moglie Danuta presidente della squadra. Nel 2007 viene costruito, al posto della vecchia struttura, un nuovo stadio da 1.000 posti (inaugurato il 26 agosto 2007) nella città di Żabno, costringendo la squadra a trasferirsi temporaneamente allo Stadion MOSiR utilizzato dallo Stal Mielec, nella città omonima. Rapidamente, la squadra ha iniziato una salita per raggiungere la II liga, ove successivamente chiuse al secondo posto in classifica, guadagnando la promozione in I liga.
L'arrivo di Witkowska ha permesso al club di ringiovanire la squadra, riempiendo il club di diversi giocatori promettenti della II liga e da squadre della Ekstraklasa come il Ruch Chorzów o Górnik Zabrze. Nel 2006 disputa il campionato di quinta Divisione e raggiunge la terza divisione (II liga) dopo tre anni, dove disputa un campionato perfetto da record, schiacciando le squadre concorrenti e diventando campione di terza divisione.
Nel maggio 2015, dopo essersi assicurato il secondo posto nella I liga, il club ha raggiunto la Ekstraklasa per la prima volta nella sua storia. Nel secondo anno di permanenza nella massima divisione polacca, riesce addirittura a qualificarsi alla fase play-off terminando il campionato all'ottavo posto. Dopo tre stagioni, tuttavia, terminando al quindicesimo posto, viene nuovamente retrocesso in I liga. Vi resta per tre stagioni, nel 2021-2022, in massima serie. 

## Cronistoria

### Denominazioni del club
- Dal 1946 – LZS Nieciecza
- Dal 2004 – LKS Nieciecza
- Dal girone di ritorno della stagione 2004-2005 – LKS Bruk-Bet Nieciecza
- Dalla stagione 2009-2010 season – Bruk-Bet Nieciecza
- Dal 17 giugno 2010 – Termalica Bruk-Bet Nieciecza Klub Sportowy
- Dalla stagione 2016-2017 – Bruk-Bet Termalica Nieciecza Klub Sportowy

## Palmarès

### Altri piazzamenti
- Campionato polacco di seconda divisione:

Secondo posto: 2024-2025
Terzo posto: 2012-2013
Promozione: 2014-2015

## Organico

### Rosa 2024-2025
| N. |                                 | Ruolo | Calciatore              |
| -- | ------------------------------- | ----- | ----------------------- |
| 1  | Slovacchia (bandiera)           | P     | Adrián Chovan           |
| 3  | Polonia (bandiera)              | C     | Maciej Ambrosiewicz     |
| 5  | Bosnia ed Erzegovina (bandiera) | C     | Vlastimir Jovanović     |
| 6  | Serbia (bandiera)               | D     | Nemanja Tekijaški       |
| 7  | Slovacchia (bandiera)           | C     | Roman Gergel            |
| 8  | Ucraina (bandiera)              | C     | Andrij Dombrovs'kyj     |
| 9  | Polonia (bandiera)              | A     | Kacper Śpiewak          |
| 10 | Polonia (bandiera)              | C     | Adam Radwański          |
| 11 | Bosnia ed Erzegovina (bandiera) | A     | Muris Mešanović         |
| 13 | Polonia (bandiera)              | D     | Mateusz Grzybek         |
| 14 | Polonia (bandiera)              | C     | Dawid Kocyła            |
| 16 | Polonia (bandiera)              | C     | Paweł Żyra              |
| 17 | Ucraina (bandiera)              | D     | Taras Zavijs'kyj        |
| 18 | Polonia (bandiera)              | C     | Piotr Wlazło (capitano) |
| 20 | Bosnia ed Erzegovina (bandiera) | D     | Zvonimir Kožulj         |
| 21 | Polonia (bandiera)              | D     | Filip Modelski          |
| 22 | Rep. Ceca (bandiera)            | C     | Michal Hubínek          |

| N. |                        | Ruolo | Calciatore            |
| -- | ---------------------- | ----- | --------------------- |
| 23 | Polonia (bandiera)     | D     | Marcin Wasielewski    |
| 25 | Kosovo (bandiera)      | A     | Veton Tusha           |
| 27 | Polonia (bandiera)     | D     | Bartłomiej Kukułowicz |
| 32 | Ungheria (bandiera)    | C     | Roland Varga          |
| 34 | Polonia (bandiera)     | C     | Tomasz Matuszewski    |
| 35 | Bielorussia (bandiera) | P     | Pavel Paŭljučėnka     |
| 41 | Ucraina (bandiera)     | C     | Artem Poljarus        |
| 66 | Kosovo (bandiera)      | D     | David Domgjoni        |
| 77 | Ucraina (bandiera)     | D     | Artem Putivcev        |
| 87 | Polonia (bandiera)     | C     | Jakub Pek             |
| 88 | Rep. Ceca (bandiera)   | A     | Tomáš Poznar          |
| 94 | Polonia (bandiera)     | A     | Jakub Janczy          |
| 95 | Polonia (bandiera)     | C     | Sebastian Bonecki     |
| 97 | Polonia (bandiera)     | D     | Wiktor Biedrzycki     |
| 99 | Polonia (bandiera)     | P     | Tomasz Loska          |
|    | Ucraina (bandiera)     | C     | Artem Poljarus        |